# Justus Strelow
Justus Strelow (ur. 30 grudnia 1996 w Dippoldiswalde) – niemiecki biathlonista, brązowy medalista mistrzostw świata oraz mistrzostw świata juniorów.

## Kariera
Po raz pierwszy na arenie międzynarodowej pojawił się w 2015 roku, startując na mistrzostwach świata juniorów w Mińsku, gdzie zajął szóste miejsce w biegu indywidualnym, siódme w biegu pościgowym oraz dziesiąte w sprincie. Jeszcze dwukrotnie startował na imprezach tego cyklu, w tym zdobywając brązowy medal w sztafecie podczas mistrzostw świata juniorów w Osrblie w 2017 roku.
W zawodach Pucharu Świata zadebiutował 19 marca 2021 roku w Östersund, zajmując 37. miejsce w sprincie. Tym samym już w debiucie zdobył pierwsze punkty. 1 grudnia 2022 roku w Kontiolahti wspólnie z Johannesem Kühnem, Benediktem Dollem i Romanem Reesem zajął drugie miejsce w sztafecie.

## Osiągnięcia

### Mistrzostwa świata
| Rok  | Miejscowość | Konkurencje | Konkurencje | Konkurencje | Konkurencje | Konkurencje | Konkurencje | Konkurencje |
| Rok  | Miejscowość | IN          | SP          | PU          | MS          | RL          | MR          | SR          |
| ---- | ----------- | ----------- | ----------- | ----------- | ----------- | ----------- | ----------- | ----------- |
| 2023 | Oberhof     | 13.         | 12.         | 11.         | 13.         | 5.          | –           | –           |
| 2024 | Nové Město  | –           | –           | –           | 16.         | 4.          | 5.          | 6.          |
| 2025 | Lenzerheide | –           | 30.         | 31.         | –           | –           | 3.          | 3.          |

### Mistrzostwa świata juniorów
| Rok  | Miejscowość      | Konkurencje | Konkurencje | Konkurencje | Konkurencje | Konkurencje | Konkurencje | Konkurencje |
| Rok  | Miejscowość      | IN          | SP          | PU          | MS          | RL          | MR          | SR          |
| ---- | ---------------- | ----------- | ----------- | ----------- | ----------- | ----------- | ----------- | ----------- |
| 2015 | Mińsk            | 6.          | 10.         | 7.          | nd.         | –           | nd.         | nd.         |
| 2016 | Cheile Grădiştei | 7.          | –           | –           | nd.         | –           | nd.         | nd.         |
| 2017 | Osrblie          | 28.         | 27.         | 16.         | nd.         | 3.          | nd.         | nd.         |

### Puchar Świata

#### Miejsca w klasyfikacji generalnej
| Sezon     | Miejsce |
| --------- | ------- |
| 2020/2021 | 83.     |
| 2021/2022 | 67.     |
| 2022/2023 | 21.     |
| 2023/2024 | 14.     |
| 2024/2025 | 16.     |

#### Miejsca na podium indywidualnie
| Lp. | Dzień        | Rok  | Miejscowość | Konkurencja                | Lokata | Pudła   | Czas biegu | Strata | Zwycięzca  |
| --- | ------------ | ---- | ----------- | -------------------------- | ------ | ------- | ---------- | ------ | ---------- |
| 1.  | 26 listopada | 2023 | Östersund   | Bieg indywidualny na 20 km | 2.     | 0+1+0+0 | 51:27,2    | +12,1  | Roman Rees |